# Ronda Preliminar para la Eurocopa de fútbol sala de 2010
La Ronda Preliminar para el Campeonato Europeo de Fútbol Sala de la UEFA de 2010 tuvo lugar entre el 19 y el 22 de febrero de 2009. Los países anfitriones fueron Bulgaria, Israel, Malta y República de Irlanda.

## Equipos participantes
Fue la tercera edición de este campeonato europeo regulado de los equipos nacionales de fútbol sala.

Inicialmente de los 39 equipos miembros de la UEFA inscritos se seleccionó aquellos 16 de menor nivel (según el criterio UEFA) para disputar una Ronda Preliminar con 4 grupos de 4 equipos  y de ellos los vencedores de cada grupo y los 2 mejores segundos clasificados pasaron a jugar la Ronda de Clasificación. Estos 6 equipos junto con los 22 restantes competirían en la Ronda de Clasificación.

La selección de Hungría como representante del país anfitrión quedó clasificada directamente para la Fase Final.

Los países participantes en la Ronda Preliminar fueron:
| Albania | Armenia | Bulgaria | Chipre | Estonia | Finlandia |  |
| 1 Hektor Psatha 2 Arjan Hysi 4 Zamir Llumanaj 5 Endrit Samarxhi 6 Erion Hoxha 7 Elion Spahiu 8 Aljan Bllumbi 9 Artan Qopekaj 10 Florian Manastirliu 11 Fisnik Bllaca 12 Armand Nebiu 13 Arjan Nikolla 14 Roald Halimi Ent. Armand Damo | 1 Ernest Akopov 2 Edgar Torosyan 3 Artur Karapetyan 4 Vladimir Mkhitaryan 5 Emil Mesropyan 6 Khoren Zargaryan 7 Arman Sahakyan 8 Grigor Kapukranyan 9 Armen Gyulambaryan 10 Armen Danielyan 11 Armen Sanamyan 12 Artak Harutyunyan 14 Harutyun Harutyunyan Ent. Ruben Nazaretyan | 1 Kostadin Ivanov 2 Viktor Viktorov 3 Boycho Marev 4 Blagovest Marev 5 Dimitar Ivanov Ivanov 6 Asen Karakashev 7 Milen Stefanov 8 Nikolay Staikov 9 Tihomir Ivanov 10 Vladimir Petrov 11 Daniel Nestorov 12 Ismet Hadjiev 13 Ivaylo Borisov 14 Delyan Koychev Ent. Ventsislav Gavrilov | 1 Christakis Antoniou 2 Iakovos Papadopoulos 3 Charalambos Dimitriadis 4 Giorgos Georgiou 5 Lambros Vassiliou 6 Constantinos Christodoulou 7 Kostas Polyviou 8 Chrysostomos Chrysostomou 9 Kiriacos Mavroudis 10 Charalambos Demetriou 11 Kyriacos Leivadiodis 12 Anastasios Skampylis 13 Loukas Siikkis Ent. Petros Konstantinou | 1 Mark Boskin 2 Erik Šteinberg 3 Rainer veskimäe 4 Jevgeni Kurjanov 5 Anton Smetanin 6 Rafael Kušnir 7 Sergei Kostin 8 Ilja Krivošein 9 Vitali Ivahnenko 10 Indrek Rist 11 Indrek Siska 12 Igor Kostin Ent. Getulio Aurelio Fredo | 1 Marko Laaksonen 2 Panu Autio 3 Ville Lindgren 4 Ville Saxman 5 Juha-Pekka Torvinen 6 Jaakko Laitinen 7 Joni Pakola 8 Timo Lumivaara 9 Petteri Pitkänen 10 Henrik Henriksson 11 Risto Salmi 12 Juha Ojanperä 13 Antti Teittinen 14 Jarno Mattila Ent. Jouni Pihlaja |  |

| Georgia | Grecia | Inglaterra | Israel | Kazajistán | Letonia |  |
| 1 Levan Zakaidze 3 George Totlaze 5 Lasha Tsnobiladze 6 Dato Darchia 8 Revaz Devdariani 9 Archil Bokenia 10 Avtandil Asatiani (?) 11 Kakhaber Maisaia 12 Levan Gabuchia 13 David Bobokhidze 16 Irakli Shelegia 17 Kakhaber Akhaladze 18 George Sozashvili Ent. Avtandil Asatiani (-?) | 1 Christos Achis 2 Ilias Bousmpouras 3 Anastasios Ziakas 4 Alexandros Sykaras 5 Christos Kolympiris 6 Spyridon Evangelos Gritzalis Papadopoulos 7 Thomas Panou 8 Apostolos Gaifilias 9 Ioannis Delaportas 10 Sokratis Mourdoukoutas 11 Antonios Manos 12 Demetris Theofilou 13 Oratios Iliadis 14 Panagiotis Artinos Ent. Stefanos Soilemes | 1 Dean Thornton 2 Ben Mortlock 3 Kyle Joryeff 4 Douglas Reed 5 Thomas Obasi 6 Byron Andrew 7 Nick Colley 8 Luke Ballinger 9 Aaron Cato 10 Robert Ursell 11 Hussein Isa 13 Curtis Holmes Ent. Peter Sturgess | 1 Eden Katz 2 Gideon Sharvit 3 Yair Almekias 4 Yaniv David 5 Maki Hazan 6 Yehuda Zisman 7 Dimitri Shulkin 8 Oz Sabag 9 Katzar Shlomi 10 Avi Kalif 11 Elior Cohen 12 Bar-Zakay Shahaf 13 Shushan Yossi 14 Adam Cohen Ent. Viko Hadad | 1 Vitaliy Khayavin 3 Mikhail Pershin 4 Dauren Nurgozhin 5 Aleksandr Terentyev 6 Chingiz Yesenamanov 7 Dinmukhambet Suleimenov 8 Yerzhan Zhamankulov 9 Nikolay Pengrin 10 Andrey Khloponin 11 Aleksandr Dovgan 12 Grigoriy Shamro 13 Stanislav Kononenko 14 Askhat Alzhaksin Ent. Amirzhan Mukhanov | 1 Aigars Bondars 2 Olegs Matvejevs 3 Maksims Sens 4 Igors Lapkovskis 5 Sergejs Nagibins 6 Dmitrijs Zabarovskis 7 Andrejs Sustrovs 8 Igors Dacko 9 Igors Avanesovs 10 Vadims Lašenko 11 Aleksandrs Zukovs 12 Dmitrijs Dobrovolskis 13 Artems Kolesnikovs 14 Aleksejs Baranovs Ent. Arturs Sketovs |  |

| Malta | Montenegro | República de Irlanda | Turquía |  |  |  |
| 1 Marvin Spiteri 2 Timothy Ellis 3 Xavier Saliba 4 Daren Aguis 5 James Ciangura 6 Paul Bugeja 7 Tyron Borg 8 Robert Magro 9 Randall Refalo 10 Jeanbert Gatt 11 John Cutajar 12 Brian Baldacchino 13 Elton Catania 14 Rowen Muscat Ent. Michal Stríž | 1 Dragoljub Despotovic 2 Milovan Draskovic 3 Zoran Barovic 4 Ilija Mugosa 5 Nikola Perovic 6 Danilo Vukovic 7 Sasa Gojkovic 8 Darko Zekovic 9 Aleksandar Bozovic 11 Ranko Novovic 12 Milos Boskovic 14 Bojan Bajovic Ent. Sveto Lesar | 1 John Perkins 2 Mark Langtry 3 Dane Massey 4 Thomas Morgan 5 Lloyd Massey 6 Alan Lynch 7 Gary McCabe 8 Ian Byrne 9 Craig Duggan 10 Philip McDonagh 11 Anthony Kane 12 Keith Gallagher 13 Brendan Dawson Ent. Derek O'neill | 1 Hüseyin Goktekin 2 Ismail Celen 3 Volkan Cirak 4 Yasin Erdal 5 Fatih Cakmak 6 Burak Yildirim 7 Gökhan Baziyar 8 Aziz Saglam 9 Mustafa Sen 10 Cihan Özkan 11 Mustafa Kurtay 12 Abdullah Maksut Engin 13 Ugur Kaplandar 14 Alper Kemerdere Ent. Ömer Kaner |  |  |  |

## Organización

### Sedes
El torneo se disputó en las ciudades de:
| Grupo | País                 | Ciudad    | Pabellón                          | Capacidad |
| A     | República de Irlanda | Dublín    | National Basketball Arena         |           |
| B     | Bulgaria             | Varna     | Palace of Culture and Sports      |           |
| C     | Malta                | Paola     | Corradino Sports Facilities Paola |           |
| D     | Israel               | Ramat Gan | Neve Marom Hall Hoel Shem Hall    |           |

## Resultados
(Entre el 19 y el 22 de febrero de 2009)

### Grupo A
| Equipo               | Pts | PJ | PG | PE | PP | GF | GC | Dif |
| -------------------- | --- | -- | -- | -- | -- | -- | -- | --- |
| Kazajistán           | 9   | 3  | 3  | 0  | 0  | 13 | 2  | 11  |
| Inglaterra           | 3   | 3  | 1  | 0  | 2  | 6  | 9  | -3  |
| Chipre               | 3   | 3  | 1  | 0  | 2  | 4  | 7  | -3  |
| República de Irlanda | 3   | 3  | 1  | 0  | 2  | 2  | 7  | -5  |

#### Resultados
| Jornada 1; Jueves, 19 de febrero de 2009 19:00 UTC+1 | Kazajistán | 5-2     | Inglaterra                                                    | National Basketball Arena, Dublín (República de Irlanda) | |
|                                                      | Andrey Khloponin 11'00' · Stanislav Kononenko 20'00', 27'00' · Dinmukhambet Suleimenov 28'00' · Dauren Nurgozhin 39'00' · Aleksandr Terentyev 22'00' | Reporte | 18'00' Hussein Isa · 22'00' Nick Colley · 36'00' Kyle Joryeff | Árbitro(s): Primer árbitro: Audrius Kancleris (LTU) Segundo árbitro: Petar Mantev (MKD) Tercer árbitro: Gabor Kovacs (HUN) Mesa: Delegado UEFA: Boris Durlen (CRO) Obserbador árbitros: Perry Gautier (BEL) | Árbitro(s): Primer árbitro: Audrius Kancleris (LTU) Segundo árbitro: Petar Mantev (MKD) Tercer árbitro: Gabor Kovacs (HUN) Mesa: Delegado UEFA: Boris Durlen (CRO) Obserbador árbitros: Perry Gautier (BEL) |

| Jornada 1; Jueves, 19 de febrero de 2009 21:00 UTC+1 | República de Irlanda | 0-2     | Chipre                                                                          | National Basketball Arena, Dublín (República de Irlanda) | |
|                                                      | Gary McCabe 40'00'   | Reporte | 07'00' Kostas Polyviou · 32'00' Lambros Vassiliou · 36'00' Iakovos Papadopoulos | Árbitro(s): Primer árbitro: Erez Papir (ISR) Segundo árbitro: Gabor Kovacs (HUN) Tercer árbitro: Petar Mantev (MKD) Mesa: Delegado UEFA: Boris Durlen (CRO) Obserbador árbitros: Perry Gautier (BEL) | Árbitro(s): Primer árbitro: Erez Papir (ISR) Segundo árbitro: Gabor Kovacs (HUN) Tercer árbitro: Petar Mantev (MKD) Mesa: Delegado UEFA: Boris Durlen (CRO) Obserbador árbitros: Perry Gautier (BEL) |

| Jornada 2; Viernes, 20 de febrero de 2009 19:00 UTC+1 | Chipre | 0-3     | Kazajistán                                                                                       | National Basketball Arena, Dublín (República de Irlanda) | |
|                                                       |        | Reporte | 03'00' Chingiz Yesenamanov · 10'00', 40'00' Aleksandr Terentyev · 08'00' Dinmukhambet Suleimenov | Árbitro(s): Primer árbitro: Petar Mantev (MKD) Segundo árbitro: Audrius Kancleris (LTU) Tercer árbitro: Erez Papir (ISR) Mesa: Delegado UEFA: Boris Durlen (CRO) Obserbador árbitros: Perry Gautier (BEL) | Árbitro(s): Primer árbitro: Petar Mantev (MKD) Segundo árbitro: Audrius Kancleris (LTU) Tercer árbitro: Erez Papir (ISR) Mesa: Delegado UEFA: Boris Durlen (CRO) Obserbador árbitros: Perry Gautier (BEL) |

| Jornada 2; Viernes, 20 de febrero de 2009 21:00 UTC+1 | República de Irlanda                         | 2-0     | Inglaterra | National Basketball Arena, Dublín (República de Irlanda) | |
|                                                       | Lloyd Massey 01'00' · Philip McDonagh 37'00' | Reporte |            | Árbitro(s): Primer árbitro: Gabor Kovacs (HUN) Segundo árbitro: Erez Papir (ISR) Tercer árbitro: Audrius Kancleris (LTU) Mesa: Delegado UEFA: Boris Durlen (CRO) Obserbador árbitros: Perry Gautier (BEL) | Árbitro(s): Primer árbitro: Gabor Kovacs (HUN) Segundo árbitro: Erez Papir (ISR) Tercer árbitro: Audrius Kancleris (LTU) Mesa: Delegado UEFA: Boris Durlen (CRO) Obserbador árbitros: Perry Gautier (BEL) |

| Jornada 3; Domingo, 22 de febrero de 2009 17:00 UTC+1 | Inglaterra                                                              | 4-2     | Chipre                               | National Basketball Arena, Dublín (República de Irlanda) | |
|                                                       | Nick Colley 03'00' · Hussein Isa 19'00' · Luke Ballinger 33'00', 35'00' | Reporte | 06'00', 31'00' Charalambos Demetriou | Árbitro(s): Primer árbitro: Erez Papir (ISR) Segundo árbitro: Petar Mantev (MKD) Tercer árbitro: Audrius Kancleris (LTU) Mesa: Delegado UEFA: Boris Durlen (CRO) Obserbador árbitros: Perry Gautier (BEL) | Árbitro(s): Primer árbitro: Erez Papir (ISR) Segundo árbitro: Petar Mantev (MKD) Tercer árbitro: Audrius Kancleris (LTU) Mesa: Delegado UEFA: Boris Durlen (CRO) Obserbador árbitros: Perry Gautier (BEL) |

| Jornada 3; Domingo, 22 de febrero de 2009 19:00 UTC+1 | Kazajistán | 5-0     | República de Irlanda | National Basketball Arena, Dublín (República de Irlanda) | |
|                                                       | Chingiz Yesenamanov 09'00' · Dinmukhambet Suleimenov 11'00' · Dauren Nurgozhin 28'00' · Yerzhan Zhamankulov 37'00' · Andrey Khloponin 39'00' · Aleksandr Terentyev 27'00' · Stanislav Kononenko 27'00' | Reporte | 40'00' Gary McCabe   | Árbitro(s): Primer árbitro: Gabor Kovacs (HUN) Segundo árbitro: Audrius Kancleris (LTU) Tercer árbitro: Petar Mantev (MKD) Mesa: Delegado UEFA: Boris Durlen (CRO) Obserbador árbitros: Perry Gautier (BEL) | Árbitro(s): Primer árbitro: Gabor Kovacs (HUN) Segundo árbitro: Audrius Kancleris (LTU) Tercer árbitro: Petar Mantev (MKD) Mesa: Delegado UEFA: Boris Durlen (CRO) Obserbador árbitros: Perry Gautier (BEL) |

### Grupo B
| Equipo   | Pts | PJ | PG | PE | PP | GF | GC | Dif |
| -------- | --- | -- | -- | -- | -- | -- | -- | --- |
| Letonia  | 9   | 3  | 3  | 0  | 0  | 15 | 2  | 13  |
| Bulgaria | 4   | 3  | 1  | 1  | 1  | 8  | 5  | 3   |
| Armenia  | 4   | 3  | 1  | 1  | 1  | 10 | 14 | -4  |
| Estonia  | 0   | 3  | 0  | 0  | 3  | 5  | 17 | -12 |

#### Resultados
| Jornada 1; Jueves, 19 de febrero de 2009 16:30 UTC+1 | Letonia | 5-0     | Estonia | Palace of Culture and Sports, Varna (Bulgaria) | |
|                                                      | Maksims Sens 14'00' · Aleksandrs Zukovs 24'00' · Sergejs Nagibins 27'00', 38'00' · Igors Dacko 37'00' · Aleksandrs Zukovs 16'00' · Igors Dacko 32'00' | Reporte |         | Árbitro(s): Primer árbitro: Shota Kukhilava (GEO) Segundo árbitro: Sebastian Stawicki (POL) Tercer árbitro: Dragan Skakic (BIH) Mesa: Delegado UEFA: Arie Wolf (ISR) Obserbador árbitros: Silvo Borosak (SVN) | Árbitro(s): Primer árbitro: Shota Kukhilava (GEO) Segundo árbitro: Sebastian Stawicki (POL) Tercer árbitro: Dragan Skakic (BIH) Mesa: Delegado UEFA: Arie Wolf (ISR) Obserbador árbitros: Silvo Borosak (SVN) |

| Jornada 1; Jueves, 19 de febrero de 2009 18:30 UTC+1 | Bulgaria                                                                                    | 2-2     | Armenia                                                                        | Palace of Culture and Sports, Varna (Bulgaria) | |
|                                                      | Vladimir Petrov 04'00' · Boycho Marev 30'00' · Blagovest Marev 19'00' · Boycho Marev 31'00' | Reporte | 10'00' Vladimir Mkhitaryan · 19'00' Arman Sahakyan · 12'00' Grigor Kapukranyan | Árbitro(s): Primer árbitro: Cédric Waroux (BEL) Segundo árbitro: Dragan Skakic (BIH) Tercer árbitro: Sebastian Stawicki (POL) Mesa: Delegado UEFA: Arie Wolf (ISR) Obserbador árbitros: Silvo Borosak (SVN) | Árbitro(s): Primer árbitro: Cédric Waroux (BEL) Segundo árbitro: Dragan Skakic (BIH) Tercer árbitro: Sebastian Stawicki (POL) Mesa: Delegado UEFA: Arie Wolf (ISR) Obserbador árbitros: Silvo Borosak (SVN) |

| Jornada 2; Viernes, 20 de febrero de 2009 16:30 UTC+1 | Armenia                 | 0-7     | Letonia | Palace of Culture and Sports, Varna (Bulgaria) | |
|                                                       | Artur Karapetyan 13'00' | Reporte | 08'00' (p.p.) Khoren Zargaryan · 31'00' Aleksejs Baranovs · 35'00' (p.) Maksims Sens · 36'00', 39'00' Andrejs Sustrovs · 39'01' Igors Lapkovskis · 14'00' Olegs Matvejevs | Árbitro(s): Primer árbitro: Sebastian Stawicki (POL) Segundo árbitro: Dragan Skakic (BIH) Tercer árbitro: Cédric Waroux (BEL) Mesa: Delegado UEFA: Arie Wolf (ISR) Obserbador árbitros: Silvo Borosak (SVN) | Árbitro(s): Primer árbitro: Sebastian Stawicki (POL) Segundo árbitro: Dragan Skakic (BIH) Tercer árbitro: Cédric Waroux (BEL) Mesa: Delegado UEFA: Arie Wolf (ISR) Obserbador árbitros: Silvo Borosak (SVN) |

| Jornada 2; Viernes, 20 de febrero de 2009 18:30 UTC+1 | Bulgaria | 4-0     | Estonia                                                                | Palace of Culture and Sports, Varna (Bulgaria) | |
|                                                       | Vladimir Petrov 19'00' · Blagovest Marev 34'00' · Kostadin Ivanov 35'00' · Delyan Koychev 39'00' · Milen Stefanov 27'00' | Reporte | 23'00' Rafael Kušnir · 26'00' Anton Smetanin · 35'00' Jevgeni Kurjanov | Árbitro(s): Primer árbitro: Shota Kukhilava (GEO) Segundo árbitro: Cédric Waroux (BEL) Tercer árbitro: Dragan Skakic (BIH) Mesa: Delegado UEFA: Arie Wolf (ISR) Obserbador árbitros: Silvo Borosak (SVN) | Árbitro(s): Primer árbitro: Shota Kukhilava (GEO) Segundo árbitro: Cédric Waroux (BEL) Tercer árbitro: Dragan Skakic (BIH) Mesa: Delegado UEFA: Arie Wolf (ISR) Obserbador árbitros: Silvo Borosak (SVN) |

| Jornada 3; Domingo, 22 de febrero de 2009 17:00 UTC+1 | Estonia                                                                               | 5-8     | Armenia | Palace of Culture and Sports, Varna (Bulgaria) | |
|                                                       | Indrek Siska 01'00' · Jevgeni Kurjanov 20'00', 24'00' · Ilja Krivošein 37'00', 40'00' | Reporte | 03'00' Armen Danielyan · 05'00' Khoren Zargaryan · 07'00' Vladimir Mkhitaryan · 08'00' Artur Karapetyan · 08'00' Armen Sanamyan · 10'00' Emil Mesropyan · 15'00', 19'00' Grigor Kapukranyan · 32'00' Artur Karapetyan · 18'00' Emil Mesropyan | Árbitro(s): Primer árbitro: Sebastian Stawicki (POL) Segundo árbitro: Cédric Waroux (BEL) Tercer árbitro: Shota Kukhilava (GEO) Mesa: Delegado UEFA: Arie Wolf (ISR) Obserbador árbitros: Silvo Borosak (SVN) | Árbitro(s): Primer árbitro: Sebastian Stawicki (POL) Segundo árbitro: Cédric Waroux (BEL) Tercer árbitro: Shota Kukhilava (GEO) Mesa: Delegado UEFA: Arie Wolf (ISR) Obserbador árbitros: Silvo Borosak (SVN) |

| Jornada 3; Domingo, 22 de febrero de 2009 19:00 UTC+1 | Letonia | 3-2     | Bulgaria                                                                                           | Palace of Culture and Sports, Varna (Bulgaria) | |
|                                                       | Artems Kolesnikovs 11'00' · Igors Dacko 13'00' · Sergejs Nagibins 37'00' · Artems Kolesnikovs 37'00' · Aleksejs Baranovs 36'00' · Sergejs Nagibins 37'00' | Reporte | 06'00' Blagovest Marev · 15'00' (p.p.) Igors Dacko · 25'00' Daniel Nestorov · 27'00' Ismet Hadjiev | Árbitro(s): Primer árbitro: Dragan Skakic (BIH) Segundo árbitro: Shota Kukhilava (GEO) Tercer árbitro: Cédric Waroux (BEL) Mesa: Delegado UEFA: Arie Wolf (ISR) Obserbador árbitros: Silvo Borosak (SVN) | Árbitro(s): Primer árbitro: Dragan Skakic (BIH) Segundo árbitro: Shota Kukhilava (GEO) Tercer árbitro: Cédric Waroux (BEL) Mesa: Delegado UEFA: Arie Wolf (ISR) Obserbador árbitros: Silvo Borosak (SVN) |

### Grupo C
| Equipo  | Pts | PJ | PG | PE | PP | GF | GC | Dif |
| ------- | --- | -- | -- | -- | -- | -- | -- | --- |
| Grecia  | 9   | 3  | 3  | 0  | 0  | 13 | 1  | 12  |
| Georgia | 6   | 3  | 2  | 0  | 1  | 6  | 6  | 0   |
| Albania | 3   | 3  | 1  | 0  | 2  | 5  | 8  | -3  |
| Malta   | 0   | 3  | 0  | 0  | 3  | 4  | 13 | -9  |

#### Resultados
| Jornada 1; Jueves, 19 de febrero de 2009 17:00 UTC+1 | Grecia | 3-0     | Albania               | Corradino Sports Facilities Paola, Paola (Malta) | |
|                                                      | Oratios Iliadis 09'00', 29'00' · Ilias Bousmpouras 32'00' · Antonios Manos 09'00' · Apostolos Gaifilias 25'00' | Reporte | 38'00' Zamir Llumanaj | Árbitro(s): Primer árbitro: Francisco Jose Seca Parrinha (POR) Segundo árbitro: Vyacheslav Daragan (UKR) Tercer árbitro: Marc Birkett (ENG) Mesa: Delegado UEFA: Charles Ronlez (BEL) Obserbador árbitros: Pedro Ángel Galán Nieto (ESP) | Árbitro(s): Primer árbitro: Francisco Jose Seca Parrinha (POR) Segundo árbitro: Vyacheslav Daragan (UKR) Tercer árbitro: Marc Birkett (ENG) Mesa: Delegado UEFA: Charles Ronlez (BEL) Obserbador árbitros: Pedro Ángel Galán Nieto (ESP) |

| Jornada 1; Jueves, 19 de febrero de 2009 19:00 UTC+1 | Malta              | 1-3     | Georgia                                                                                             | Corradino Sports Facilities Paola, Paola (Malta) | |
|                                                      | Daren Aguis 26'00' | Reporte | 02'00' Dato Darchia · 30'00' David Bobokhidze · 35'00' George Sozashvili · 23'00' Lasha Tsnobiladze | Árbitro(s): Primer árbitro: Ivica Modric (CRO) Segundo árbitro: Marc Birkett (ENG) Tercer árbitro: Vyacheslav Daragan (UKR) Mesa: Delegado UEFA: Charles Ronlez (BEL) Obserbador árbitros: Pedro Ángel Galán Nieto (ESP) | Árbitro(s): Primer árbitro: Ivica Modric (CRO) Segundo árbitro: Marc Birkett (ENG) Tercer árbitro: Vyacheslav Daragan (UKR) Mesa: Delegado UEFA: Charles Ronlez (BEL) Obserbador árbitros: Pedro Ángel Galán Nieto (ESP) |

| Jornada 2; Viernes, 20 de febrero de 2009 17:00 UTC+1 | Malta                                                             | 2-5     | Albania | Corradino Sports Facilities Paola, Paola (Malta) | |
|                                                       | James Ciangura 36'00' · Xavier Saliba 40'00' · Paul Bugeja 18'00' | Reporte | 19'00' Zamir Llumanaj · 25'00' Roald Halimi · 28'00' Erion Hoxha · 30'00', 31'00' Artan Qopekaj · 32'00' Fisnik Bllaca | Árbitro(s): Primer árbitro: Vyacheslav Daragan (UKR) Segundo árbitro: Marc Birkett (ENG) Tercer árbitro: Francisco Jose Seca Parrinha (POR) Mesa: Delegado UEFA: Charles Ronlez (BEL) Obserbador árbitros: Pedro Ángel Galán Nieto (ESP) | Árbitro(s): Primer árbitro: Vyacheslav Daragan (UKR) Segundo árbitro: Marc Birkett (ENG) Tercer árbitro: Francisco Jose Seca Parrinha (POR) Mesa: Delegado UEFA: Charles Ronlez (BEL) Obserbador árbitros: Pedro Ángel Galán Nieto (ESP) |

| Jornada 2; Viernes, 20 de febrero de 2009 19:00 UTC+1 | Georgia                                        | 0-5     | Grecia | Corradino Sports Facilities Paola, Paola (Malta) | |
|                                                       | Avtandil Asatiani 19'00' · Dato Darchia 40'00' | Reporte | 11'00' Antonios Manos · 38'00' Panagiotis Artinos · 13'00', 40'00' Sokratis Mourdoukoutas · 34'00' Ioannis Delaportas · 13'00' Panagiotis Artinos · 19'00' Ioannis Delaportas · 32'00' Oratios Iliadis | Árbitro(s): Primer árbitro: Ivica Modric (CRO) Segundo árbitro: Francisco Jose Seca Parrinha (POR) Tercer árbitro: Marc Birkett (ENG) Mesa: Delegado UEFA: Charles Ronlez (BEL) Obserbador árbitros: Pedro Ángel Galán Nieto (ESP) | Árbitro(s): Primer árbitro: Ivica Modric (CRO) Segundo árbitro: Francisco Jose Seca Parrinha (POR) Tercer árbitro: Marc Birkett (ENG) Mesa: Delegado UEFA: Charles Ronlez (BEL) Obserbador árbitros: Pedro Ángel Galán Nieto (ESP) |

| Jornada 3; Domingo, 22 de febrero de 2009 17:00 UTC+1 | Albania                                                                                          | 0-3     | Georgia | Corradino Sports Facilities Paola, Paola (Malta) | |
|                                                       | Zamir Llumanaj 20'00' · Florian Manastirliu 20'00' · Aljan Bllumbi 31'00' · Fisnik Bllaca 35'00' | Reporte | 22'00' Irakli Shelegia · 32'00' David Bobokhidze · 33'00' George Totlaze · 34'00' Irakli Shelegia · 27'00' Lasha Tsnobiladze | Árbitro(s): Primer árbitro: Francisco Jose Seca Parrinha (POR) Segundo árbitro: Vyacheslav Daragan (UKR) Tercer árbitro: Ivica Modric (CRO) Mesa: Delegado UEFA: Charles Ronlez (BEL) Obserbador árbitros: Pedro Ángel Galán Nieto (ESP) | Árbitro(s): Primer árbitro: Francisco Jose Seca Parrinha (POR) Segundo árbitro: Vyacheslav Daragan (UKR) Tercer árbitro: Ivica Modric (CRO) Mesa: Delegado UEFA: Charles Ronlez (BEL) Obserbador árbitros: Pedro Ángel Galán Nieto (ESP) |

| Jornada 3; Domingo, 22 de febrero de 2009 19:00 UTC+1 | Grecia | 5-1     | Malta                                                             | Corradino Sports Facilities Paola, Paola (Malta) | |
|                                                       | Christos Kolympiris 08'00' · Alexandros Sykaras 12'00' · Sokratis Mourdoukoutas 13'00' · Ilias Bousmpouras 14'00' · Spyridon Evangelos Gritzalis Papadopoulos 37'00' | Reporte | 29'00' Xavier Saliba · 26'00' Paul Bugeja · 35'00' James Ciangura | Árbitro(s): Primer árbitro: Marc Birkett (ENG) Segundo árbitro: Ivica Modric (CRO) Tercer árbitro: Vyacheslav Daragan (UKR) Mesa: Delegado UEFA: Charles Ronlez (BEL) Obserbador árbitros: Pedro Ángel Galán Nieto (ESP) | Árbitro(s): Primer árbitro: Marc Birkett (ENG) Segundo árbitro: Ivica Modric (CRO) Tercer árbitro: Vyacheslav Daragan (UKR) Mesa: Delegado UEFA: Charles Ronlez (BEL) Obserbador árbitros: Pedro Ángel Galán Nieto (ESP) |

### Grupo D
| Equipo     | Pts | PJ | PG | PE | PP | GF | GC | Dif |
| ---------- | --- | -- | -- | -- | -- | -- | -- | --- |
| Finlandia  | 6   | 3  | 2  | 0  | 1  | 8  | 5  | 3   |
| Montenegro | 6   | 3  | 2  | 0  | 1  | 9  | 7  | 2   |
| Israel     | 4   | 3  | 1  | 1  | 1  | 6  | 6  | 0   |
| Turquía    | 1   | 3  | 0  | 1  | 2  | 2  | 7  | -5  |

#### Resultados
| Jornada 1; Jueves, 19 de febrero de 2009 16:00 UTC+1 | Israel                                                       | 1-1     | Turquía                                                         | Neve Marom Hall, Ramat Gan (Israel) | |
|                                                      | Avi Kalif 25'00' · Elior Cohen 08'00' · Yair Almekias 19'00' | Reporte | 37'00' Cihan Özkan · 20'00' Mustafa Kurtay · 40'00' Cihan Özkan | Árbitro(s): Primer árbitro: Barry Weijers (NED) Segundo árbitro: Epaminondas Stamoulis (GRE) Tercer árbitro: Liran Liany (ISR) Mesa: Delegado UEFA: Evzen Amler (CZE) Obserbador árbitros: Evzen Amler (CZE) | Árbitro(s): Primer árbitro: Barry Weijers (NED) Segundo árbitro: Epaminondas Stamoulis (GRE) Tercer árbitro: Liran Liany (ISR) Mesa: Delegado UEFA: Evzen Amler (CZE) Obserbador árbitros: Evzen Amler (CZE) |

| Jornada 1; Jueves, 19 de febrero de 2009 16:00 UTC+1 | Finlandia | 4-2     | Montenegro | Hoel Shem Hall, Ramat Gan (Israel) | |
|                                                      | Risto Salmi 10'00' · Jarno Mattila 10'01', 24'00' · Panu Autio 35'00' · Henrik Henriksson 19'00' · Panu Autio 39'00' | Reporte | 19'00' Nikola Perovic · 37'00' Zoran Barovic · 20'00' Nikola Perovic · 29'00' Bojan Bajovic · 29'00' Darko Zekovic | Árbitro(s): Primer árbitro: Sergey Shpenkov (RUS) Segundo árbitro: Trayan Enchev (BUL) Tercer árbitro: Tomer Cohen (ISR) Mesa: Delegado UEFA: István Huszár (HUN) Obserbador árbitros: István Huszár (HUN) | Árbitro(s): Primer árbitro: Sergey Shpenkov (RUS) Segundo árbitro: Trayan Enchev (BUL) Tercer árbitro: Tomer Cohen (ISR) Mesa: Delegado UEFA: István Huszár (HUN) Obserbador árbitros: István Huszár (HUN) |

| Jornada 2; Viernes, 20 de febrero de 2009 14:00 UTC+1 | Israel                     | 2-3     | Montenegro | Neve Marom Hall, Ramat Gan (Israel) | |
|                                                       | Elior Cohen 40'00', 40'01' | Reporte | 38'00' Zoran Barovic · 12'00' Milovan Draskovic · 23'00' (p.) Aleksandar Bozovic · 10'00' Zoran Barovic · 26'00' Sasa Gojkovic | Árbitro(s): Primer árbitro: Trayan Enchev (BUL) Segundo árbitro: Barry Weijers (NED) Tercer árbitro: Liran Liany (ISR) Mesa: Delegado UEFA: István Huszár (HUN) Obserbador árbitros: István Huszár (HUN) | Árbitro(s): Primer árbitro: Trayan Enchev (BUL) Segundo árbitro: Barry Weijers (NED) Tercer árbitro: Liran Liany (ISR) Mesa: Delegado UEFA: István Huszár (HUN) Obserbador árbitros: István Huszár (HUN) |

| Jornada 2; Viernes, 20 de febrero de 2009 14:00 UTC+1 | Turquía                                 | 0-2     | Finlandia                                                           | Hoel Shem Hall, Ramat Gan (Israel) | |
|                                                       | Aziz Saglam 25'00' · Mustafa Sen 34'00' | Reporte | 38'00' (p.) Panu Autio · 36'00' Jaakko Laitinen · 03'00' Panu Autio | Árbitro(s): Primer árbitro: Epaminondas Stamoulis (GRE) Segundo árbitro: Sergey Shpenkov (RUS) Tercer árbitro: Tomer Cohen (ISR) Mesa: Delegado UEFA: Evzen Amler (CZE) Obserbador árbitros: Evzen Amler (CZE) | Árbitro(s): Primer árbitro: Epaminondas Stamoulis (GRE) Segundo árbitro: Sergey Shpenkov (RUS) Tercer árbitro: Tomer Cohen (ISR) Mesa: Delegado UEFA: Evzen Amler (CZE) Obserbador árbitros: Evzen Amler (CZE) |

| Jornada 3; Domingo, 22 de febrero de 2009 17:00 UTC+1 | Montenegro | 4-1     | Turquía                                  | Neve Marom Hall, Ramat Gan (Israel) | |
|                                                       | Zoran Barovic 24'00', 31'00' · Aleksandar Bozovic (p.) 36'01', (p.) 37'00' · Darko Zekovic 23'00' · Milovan Draskovic 26'00' | Reporte | 36'00' Mustafa Sen · 18'00' Ismail Celen | Árbitro(s): Primer árbitro: Epaminondas Stamoulis (GRE) Segundo árbitro: Sergey Shpenkov (RUS) Tercer árbitro: Eli Hachmon (ISR) Mesa: Delegado UEFA: István Huszár (HUN) Obserbador árbitros: Evzen Amler (CZE) | Árbitro(s): Primer árbitro: Epaminondas Stamoulis (GRE) Segundo árbitro: Sergey Shpenkov (RUS) Tercer árbitro: Eli Hachmon (ISR) Mesa: Delegado UEFA: István Huszár (HUN) Obserbador árbitros: Evzen Amler (CZE) |

| Jornada 3; Domingo, 22 de febrero de 2009 19:00 UTC+1 | Finlandia                                                            | 2-3     | Israel                                                               | Neve Marom Hall, Ramat Gan (Israel) | |
|                                                       | Timo Lumivaara 09'00' · Risto Salmi 15'00' · Petteri Pitkänen 36'00' | Reporte | 24'00', 31'00' Maki Hazan · 27'00' Yehuda Zisman · 18'00' Maki Hazan | Árbitro(s): Primer árbitro: Barry Weijers (NED) Segundo árbitro: Trayan Enchev (BUL) Tercer árbitro: Liran Liany (ISR) Mesa: Delegado UEFA: István Huszár (HUN) Obserbador árbitros: Evzen Amler (CZE) | Árbitro(s): Primer árbitro: Barry Weijers (NED) Segundo árbitro: Trayan Enchev (BUL) Tercer árbitro: Liran Liany (ISR) Mesa: Delegado UEFA: István Huszár (HUN) Obserbador árbitros: Evzen Amler (CZE) |

## Estadísticas

### Resumen
| Pos | Equipo               | Pts | PJ | PG | PE | PP | GF | GC | Dif | Rend    | Expulsado | Amonestado |
| --- | -------------------- | --- | -- | -- | -- | -- | -- | -- | --- | ------- | --------- | ---------- |
| 1   | Letonia              | 9   | 3  | 3  | 0  | 0  | 15 | 2  | 13  | 100,00% |           | 6          |
| 2   | Grecia               | 9   | 3  | 3  | 0  | 0  | 13 | 1  | 12  | 100,00% |           | 5          |
| 3   | Kazajistán           | 9   | 3  | 3  | 0  | 0  | 13 | 2  | 11  | 100,00% |           | 4          |
| 4   | Finlandia            | 6   | 3  | 2  | 0  | 1  | 8  | 5  | 3   | 66,67%  |           | 4          |
| 5   | Montenegro           | 6   | 3  | 2  | 0  | 1  | 9  | 7  | 2   | 66,67%  |           | 7          |
| 6   | Georgia              | 6   | 3  | 2  | 0  | 1  | 6  | 6  | 0   | 66,67%  |           | 5          |
| 7   | Bulgaria             | 4   | 3  | 1  | 1  | 1  | 8  | 5  | 3   | 44,44%  |           | 5          |
| 8   | Israel               | 4   | 3  | 1  | 1  | 1  | 6  | 6  | 0   | 44,44%  |           | 3          |
| 9   | Armenia              | 4   | 3  | 1  | 1  | 1  | 10 | 14 | -4  | 44,44%  |           | 4          |
| 10  | Chipre               | 3   | 3  | 1  | 0  | 2  | 4  | 7  | -3  | 33,33%  |           | 1          |
| 11  | Albania              | 3   | 3  | 1  | 0  | 2  | 5  | 8  | -3  | 33,33%  |           | 6          |
| 12  | Inglaterra           | 3   | 3  | 1  | 0  | 2  | 6  | 9  | -3  | 33,33%  |           | 1          |
| 13  | República de Irlanda | 3   | 3  | 1  | 0  | 2  | 2  | 7  | -5  | 33,33%  | 1         | 1          |
| 14  | Turquía              | 1   | 3  | 0  | 1  | 2  | 2  | 7  | -5  | 11,11%  |           | 5          |
| 15  | Malta                | 0   | 3  | 0  | 0  | 3  | 4  | 13 | -9  | 0,00%   |           | 3          |
| 16  | Estonia              | 0   | 3  | 0  | 0  | 3  | 5  | 17 | -12 | 0,00%   |           | 3          |

### Goleadores
| Jugador                                   | Selección            | Total | Jugada | Penalti | Propia Puerta |
| ----------------------------------------- | -------------------- | ----- | ------ | ------- | ------------- |
| Zoran Barovic                             | Montenegro           | 4     | 4      |         |               |
| Sokratis Mourdoukoutas                    | Grecia               | 3     | 3      |         |               |
| Sergejs Nagibins                          | Letonia              | 3     | 3      |         |               |
| Aleksandar Bozovic                        | Montenegro           | 3     |        | 3       |               |
| Artan Qopekaj                             | Albania              | 2     | 2      |         |               |
| Vladimir Mkhitaryan                       | Armenia              | 2     | 2      |         |               |
| Grigor Kapukranyan                        | Armenia              | 2     | 2      |         |               |
| Vladimir Petrov                           | Bulgaria             | 2     | 2      |         |               |
| Blagovest Marev                           | Bulgaria             | 2     | 2      |         |               |
| Charalambos Demetriou                     | Chipre               | 2     | 2      |         |               |
| Jevgeni Kurjanov                          | Estonia              | 2     | 2      |         |               |
| Ilja Krivošein                            | Estonia              | 2     | 2      |         |               |
| Risto Salmi                               | Finlandia            | 2     | 2      |         |               |
| Jarno Mattila                             | Finlandia            | 2     | 2      |         |               |
| Panu Autio                                | Finlandia            | 2     | 1      | 1       |               |
| David Bobokhidze                          | Georgia              | 2     | 2      |         |               |
| Oratios Iliadis                           | Grecia               | 2     | 2      |         |               |
| Ilias Bousmpouras                         | Grecia               | 2     | 2      |         |               |
| Hussein Isa                               | Inglaterra           | 2     | 2      |         |               |
| Nick Colley                               | Inglaterra           | 2     | 2      |         |               |
| Luke Ballinger                            | Inglaterra           | 2     | 2      |         |               |
| Elior Cohen                               | Israel               | 2     | 2      |         |               |
| Maki Hazan                                | Israel               | 2     | 2      |         |               |
| Andrey Khloponin                          | Kazajistán           | 2     | 2      |         |               |
| Stanislav Kononenko                       | Kazajistán           | 2     | 2      |         |               |
| Aleksandr Terentyev                       | Kazajistán           | 2     | 2      |         |               |
| Dinmukhambet Suleimenov                   | Kazajistán           | 2     | 2      |         |               |
| Dauren Nurgozhin                          | Kazajistán           | 2     | 2      |         |               |
| Chingiz Yesenamanov                       | Kazajistán           | 2     | 2      |         |               |
| Maksims Sens                              | Letonia              | 2     | 1      | 1       |               |
| Igors Dacko                               | Letonia              | 2     | 2      |         | 1             |
| Andrejs Sustrovs                          | Letonia              | 2     | 2      |         |               |
| Xavier Saliba                             | Malta                | 2     | 2      |         |               |
| Zamir Llumanaj                            | Albania              | 1     | 1      |         |               |
| Roald Halimi                              | Albania              | 1     | 1      |         |               |
| Erion Hoxha                               | Albania              | 1     | 1      |         |               |
| Arman Sahakyan                            | Armenia              | 1     | 1      |         |               |
| Khoren Zargaryan                          | Armenia              | 1     | 1      |         | 1             |
| Artur Karapetyan                          | Armenia              | 1     | 1      |         |               |
| Armen Danielyan                           | Armenia              | 1     | 1      |         |               |
| Armen Sanamyan                            | Armenia              | 1     | 1      |         |               |
| Emil Mesropyan                            | Armenia              | 1     | 1      |         |               |
| Boycho Marev                              | Bulgaria             | 1     | 1      |         |               |
| Kostadin Ivanov                           | Bulgaria             | 1     | 1      |         |               |
| Delyan Koychev                            | Bulgaria             | 1     | 1      |         |               |
| Kostas Polyviou                           | Chipre               | 1     | 1      |         |               |
| Lambros Vassiliou                         | Chipre               | 1     | 1      |         |               |
| Indrek Siska                              | Estonia              | 1     | 1      |         |               |
| Jaakko Laitinen                           | Finlandia            | 1     | 1      |         |               |
| Timo Lumivaara                            | Finlandia            | 1     | 1      |         |               |
| Dato Darchia                              | Georgia              | 1     | 1      |         |               |
| George Sozashvili                         | Georgia              | 1     | 1      |         |               |
| Irakli Shelegia                           | Georgia              | 1     | 1      |         |               |
| George Totlaze                            | Georgia              | 1     | 1      |         |               |
| Antonios Manos                            | Grecia               | 1     | 1      |         |               |
| Panagiotis Artinos                        | Grecia               | 1     | 1      |         |               |
| Ioannis Delaportas                        | Grecia               | 1     | 1      |         |               |
| Christos Kolympiris                       | Grecia               | 1     | 1      |         |               |
| Alexandros Sykaras                        | Grecia               | 1     | 1      |         |               |
| Spyridon Evangelos Gritzalis Papadopoulos | Grecia               | 1     | 1      |         |               |
| Avi Kalif                                 | Israel               | 1     | 1      |         |               |
| Yehuda Zisman                             | Israel               | 1     | 1      |         |               |
| Yerzhan Zhamankulov                       | Kazajistán           | 1     | 1      |         |               |
| Aleksandrs Zukovs                         | Letonia              | 1     | 1      |         |               |
| Aleksejs Baranovs                         | Letonia              | 1     | 1      |         |               |
| Igors Lapkovskis                          | Letonia              | 1     | 1      |         |               |
| Artems Kolesnikovs                        | Letonia              | 1     | 1      |         |               |
| Daren Aguis                               | Malta                | 1     | 1      |         |               |
| James Ciangura                            | Malta                | 1     | 1      |         |               |
| Nikola Perovic                            | Montenegro           | 1     | 1      |         |               |
| Milovan Draskovic                         | Montenegro           | 1     | 1      |         |               |
| Lloyd Massey                              | República de Irlanda | 1     | 1      |         |               |
| Philip McDonagh                           | República de Irlanda | 1     | 1      |         |               |
| Cihan Özkan                               | Turquía              | 1     | 1      |         |               |
| Mustafa Sen                               | Turquía              | 1     | 1      |         |               |

### Tarjetas
| Jugador                 | Selección            | Total | Expulsado | Amonestado |
| ----------------------- | -------------------- | ----- | --------- | ---------- |
| Gary McCabe             | República de Irlanda | 2     | 1         | 1          |
| Zamir Llumanaj          | Albania              | 2     |           | 2          |
| Fisnik Bllaca           | Albania              | 2     |           | 2          |
| Artur Karapetyan        | Armenia              | 2     |           | 2          |
| Panu Autio              | Finlandia            | 2     |           | 2          |
| Lasha Tsnobiladze       | Georgia              | 2     |           | 2          |
| Aleksandr Terentyev     | Kazajistán           | 2     |           | 2          |
| Paul Bugeja             | Malta                | 2     |           | 2          |
| Darko Zekovic           | Montenegro           | 2     |           | 2          |
| Florian Manastirliu     | Albania              | 1     |           | 1          |
| Aljan Bllumbi           | Albania              | 1     |           | 1          |
| Grigor Kapukranyan      | Armenia              | 1     |           | 1          |
| Emil Mesropyan          | Armenia              | 1     |           | 1          |
| Blagovest Marev         | Bulgaria             | 1     |           | 1          |
| Boycho Marev            | Bulgaria             | 1     |           | 1          |
| Milen Stefanov          | Bulgaria             | 1     |           | 1          |
| Daniel Nestorov         | Bulgaria             | 1     |           | 1          |
| Ismet Hadjiev           | Bulgaria             | 1     |           | 1          |
| Iakovos Papadopoulos    | Chipre               | 1     |           | 1          |
| Rafael Kušnir           | Estonia              | 1     |           | 1          |
| Anton Smetanin          | Estonia              | 1     |           | 1          |
| Jevgeni Kurjanov        | Estonia              | 1     |           | 1          |
| Henrik Henriksson       | Finlandia            | 1     |           | 1          |
| Petteri Pitkänen        | Finlandia            | 1     |           | 1          |
| Dato Darchia            | Georgia              | 1     |           | 1          |
| Avtandil Asatiani       | Georgia              | 1     |           | 1          |
| Irakli Shelegia         | Georgia              | 1     |           | 1          |
| Oratios Iliadis         | Grecia               | 1     |           | 1          |
| Antonios Manos          | Grecia               | 1     |           | 1          |
| Apostolos Gaifilias     | Grecia               | 1     |           | 1          |
| Panagiotis Artinos      | Grecia               | 1     |           | 1          |
| Ioannis Delaportas      | Grecia               | 1     |           | 1          |
| Kyle Joryeff            | Inglaterra           | 1     |           | 1          |
| Elior Cohen             | Israel               | 1     |           | 1          |
| Yair Almekias           | Israel               | 1     |           | 1          |
| Maki Hazan              | Israel               | 1     |           | 1          |
| Stanislav Kononenko     | Kazajistán           | 1     |           | 1          |
| Dinmukhambet Suleimenov | Kazajistán           | 1     |           | 1          |
| Aleksandrs Zukovs       | Letonia              | 1     |           | 1          |
| Sergejs Nagibins        | Letonia              | 1     |           | 1          |
| Igors Dacko             | Letonia              | 1     |           | 1          |
| Olegs Matvejevs         | Letonia              | 1     |           | 1          |
| Aleksejs Baranovs       | Letonia              | 1     |           | 1          |
| Artems Kolesnikovs      | Letonia              | 1     |           | 1          |
| James Ciangura          | Malta                | 1     |           | 1          |
| Nikola Perovic          | Montenegro           | 1     |           | 1          |
| Bojan Bajovic           | Montenegro           | 1     |           | 1          |
| Zoran Barovic           | Montenegro           | 1     |           | 1          |
| Milovan Draskovic       | Montenegro           | 1     |           | 1          |
| Sasa Gojkovic           | Montenegro           | 1     |           | 1          |
| Mustafa Kurtay          | Turquía              | 1     |           | 1          |
| Cihan Özkan             | Turquía              | 1     |           | 1          |
| Aziz Saglam             | Turquía              | 1     |           | 1          |
| Mustafa Sen             | Turquía              | 1     |           | 1          |
| Ismail Celen            | Turquía              | 1     |           | 1          |